# Looney Tunes – Hasenjagd
Looney Tunes – Hasenjagd (Originaltitel: Looney Tunes: Rabbits Run) ist ein US-amerikanischer Direct-to-Video-Zeichentrickfilm von Jeff Siergey, der von Warner Bros. Animation produziert wurde und auf der Fernsehserie The Looney Tunes Show basiert. Die generelle Erstveröffentlichung erfolgte am 4. August 2015. Der Streaming-Dienst Vudu und der Einzelhandelskonzern Walmart veröffentlichten den Film bereits am 7. Juli 2015. Im deutschsprachigen Raum erschien der Film am 17. März 2016 auf DVD.

## Handlung
General Foghorn Leghorn befindet sich, zusammen mit seinen Untergebenen, zu denen auch Cecil Turtle und Pete Puma gehören, auf einer Mission im zentralmexikanischen Dschungel, die zur Aufgabe hat, die Blüte einer sehr selten blühenden Blume zu beschaffen, da diese die gefährlichste und mächtigste Waffe der Welt sein soll. Jedoch wird die Blume, kurz bevor die Mission abgeschlossen werden kann, vom rasend schnellen Speedy Gonzales weggepflückt.
Derweil betätigt sich die Häsin Lola Bunny in New York City als Parfümverkäuferin für Giovanni Jones. Sie träumt davon, eines Tages das perfekte Parfüm zu kreieren, zerstört dabei aber versehentlich das Parfümgeschäft, in dem sie arbeitet, was zu ihrer Entlassung führt. Zu Hause bekommt sie von ihrem Vermieter Speedy die seltene Blume geschenkt, woraufhin sie ihrer Berufung folgt und mit der Blüte der Blume als Zutat aus Versehen ein Gemisch erfindet, das Unsichtbarkeit verleiht.
Nachdem General Leghorn in Erfahrung bringen konnte, wo sich die Blume nun befindet, wird Agent Elmer Fudd damit beauftragt, das seltene Gewächs wiederzubeschaffen. Gleichzeitig aber tätigt auch Cecil Turtle einen heimlichen Anruf bei einer unbekannten Person und die Schildkröte bekommt denselben Auftrag. In der Folge wird Lola von Cecil Turtles Handlangern überfallen, doch es gelingt ihr, zusammen mit dem Parfümfläschchen und Taxifahrer Bugs Bunny, den sie kurz zuvor kennengelernt hat, zu flüchten. Während der Flucht begegnen sie dem Bankräuber Yosemite Sam, der es auf das inzwischen auf die beiden ausgesetzte Kopfgeld abgesehen hat. Sie entkommen auch diesem, verlieren das Parfüm dann aber an Giovanni Jones, der vorhat das Produkt als eigene Kreation in Paris auf den Markt bringen.
Kurz darauf (nach einer kurzen Begegnung mit Schweinchen Dick) wird Lola, in der Annahme, sie wäre noch im Besitz des Parfüms, von Cecil Turtle und dessen Handlangern entführt. Doch Bugs folgt den Entführern mit der Hilfe von Daffy Duck, der sich ebenfalls als Taxifahrer betätigt, und gemeinsam können sie Lola befreien. Nach einer abwechslungsreichen Verfolgungsjagd durch die Stadt, die sie sich mit Agent Elmer Fudd und der Polizei liefern, gelingt es Bugs und Lola schließlich, sich als Flugbegleiter in das Flugzeug einzuschmuggeln, mit dem Giovanni Jones nach Paris fliegt. Durch einen Trick bringen sie das Parfüm wieder an sich. Danach springen sie, bedingt durch eine kleine Auseinandersetzung mit dem sich ebenfalls an Bord befindenden Yosemite Sam, aus dem Flugzeug in den Ozean, aus dem sie von den seefahrenden Taschenratten Mac und Tosh gerettet werden. Anschließend beschließen sie eine romantische Nacht in Paris zu verbringen.
In der Stadt der Liebe werden sie von Agent Elmer Fudd sowie auch von Cecil Turtle und Konsorten gestellt. Ebenso greift auch Yosemite Sam ins Geschehen ein, doch gerade als sich alle miteinander zu raufen beginnen, erscheint ein grünes Licht und alle Beteiligten werden sogleich zum Mars transportiert. Es stellt sich heraus, dass Cecil Turtle in den Diensten von Marvin dem Marsianer steht, der vorhat die Erde unsichtbar zu machen, um somit einen besseren Blick auf die Venus zu erhalten. Das Parfüm aber ist Marvin zu modrig, also stellt er das Fläschchen in den Separator, um den unsichtbar machenden Teil der Flüssigkeit von Lolas restlicher Kreation zu trennen. Nach einem Verwechslungsspielchen mit Bugs und Lola, bei dem die beiden entstandenen, identisch aussehenden Fläschchen immer hin und her vertauscht werden, schießt Marvin die falsche Flüssigkeit auf die Erde ab, woraufhin der gesamte Planet von Lolas duftender Kreation überzogen wird. Den Plan des Marsianers vereitelt habend, flüchten die Erdenkreaturen sodann mit einem Raumschiff zurück nach Paris, wobei das Vehikel bei der Landung aber zerstört wird. Auf Agent Elmer Fudds folgende Frage hin, wo denn das Unsichtbarkeitselixier geblieben ist, meint Bugs nur, dass es noch im Raumschiff sei, und somit gehen alle Beteiligten wieder ihrer eigenen Wege. Ein Jahr später stellt der führende Generaldirektor Pepé le Pew den neuesten Duft seines Parfümunternehmens vor: „Lola“. Lola selbst begibt sich daraufhin zufrieden zu Bugs, der ihr offenbart, dass er doch noch im Besitz des Unsichtbarkeitselixiers ist.

## Synchronisation
| Rolle                 | Originalsprecher | Deutscher Sprecher |
| --------------------- | ---------------- | ------------------ |
| Lola Bunny            | Rachel Ramras    |                    |
| Bugs Bunny            | Jeff Bergman     | Sven Plate         |
| Daffy Duck            | Jeff Bergman     | Gerald Schaale     |
| Foghorn Leghorn       | Jeff Bergman     |                    |
| Pepé le Pew           | Jeff Bergman     |                    |
| Elmer Fudd            | Billy West       | Hans-Jürgen Wolf   |
| Yosemite Sam          | Maurice LaMarche | Tilo Schmitz       |
| Cecil Turtle          | Jim Rash         |                    |
| Giovanni Jones        | Michael Serrato  |                    |
| Marvin der Marsmensch | Damon Jones      |                    |
| Speedy Gonzales       | Fred Armisen     |                    |
| Mac Gopher            | Rob Paulsen      |                    |
| Tosh Gopher           | Jess Harnell     |                    |
| Pete Puma             | Jess Harnell     |                    |
| Schweinchen Dick      | Bob Bergen       | Santiago Ziesmer   |